# Mogenstrup (Holstebro)
Mogenstrup is een plaats in de Deense regio Midden-Jutland, gemeente Holstebro, en telt 218 inwoners (2007).
- Virtual International Authority File: 138035882